# Marcus Vanco
Marcus Vanco (* 23. März 1990 in Brisbane, Queensland) ist ein australischer Schauspieler und Filmproduzent. Einem breiten Publikum wurde er durch seine Darstellung des Bandon in der Fernsehserie The Shannara Chronicles bekannt.

## Leben
Vanco wurde am 23. März 1990 in Brisbane im Bundesstaat Queensland geboren. Er ist das jüngste von insgesamt drei Kindern. Er hat einen älteren Bruder und eine ältere Schwester. Er studierte an der Queensland University of Technology, die er 2013 mit einem Bachelor in Fine Arts verließ. Im Folgejahr debütierte er als Schauspieler in der Nebenrolle des Lambert in dem Kriegsdrama Unbroken.
Von 2016 bis 2017 stellte er den magisch begabten Elfen Bandon in 18 Episoden der Fernsehserie The Shannara Chronicles dar, der im Laufe der Serie dem Bösen verfällt und sich zur zweiten Staffel zum Antagonisten erhebt. 2017 übernahm er im Horrorfilm Day of the Dead: Bloodline die Rolle des Baca. Er arbeitet an der Fernsehserie We Were Tomorrow, in der er die Rolle des Vulcan übernimmt und außerdem als Produzent fungieren wird. Außerdem arbeitet er an der Pilotfolge der Fernsehserie Unlawful.

## Filmografie

### Schauspieler
- 2014: Unbroken
- 2016–2017: The Shannara Chronicles (Fernsehserie, 18 Episoden)
- 2017: Day of the Dead: Bloodline